# جورج براونينج
جورج براونينج (بالإنجليزية: George Browning)‏ هو قسيس أسترالي، ولد في 28 سبتمبر 1942.